# Fil barbelé concertina
Pour les articles homonymes, voir Concertina.

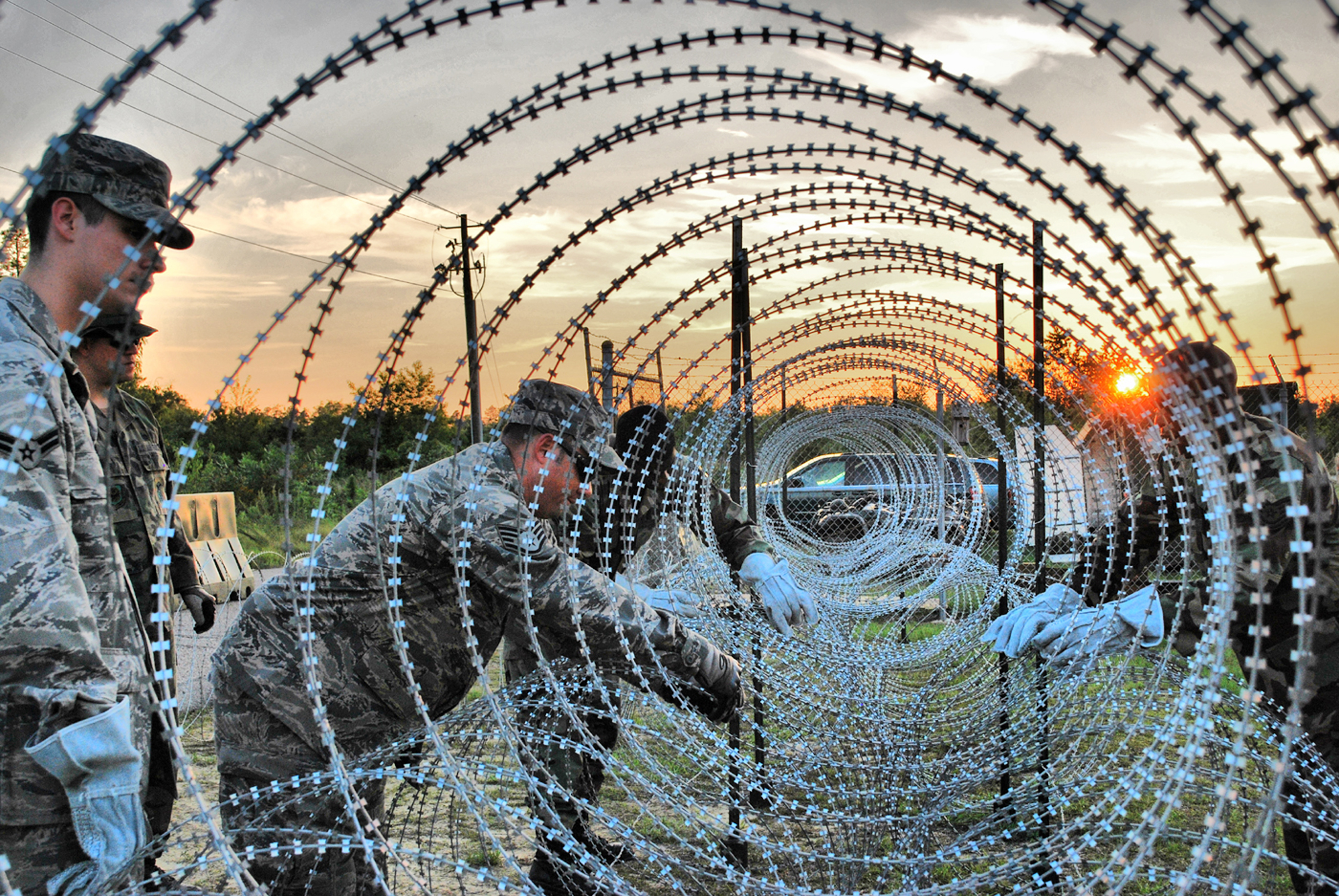
Fil portant des lames rasoirs concertina.

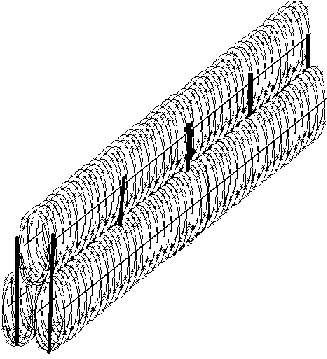
Un dessin d'obstacle fait de fils barbelés concertina.

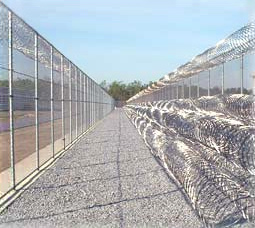
Le fil barbelé concertina est une caractéristique des prisons.

Le fil barbelé concertina ou fil Dannert est un type de fil de fer barbelé doté d'éléments tranchants, de type lames de rasoir. Il est disponible en grosses bobines qui peuvent être étendues comme un concertina, d'où son appellation.

## Origines
Pendant la Première Guerre mondiale, les obstacles de barbelés ont été fabriqués en tirant du fil de fer barbelé entre des poteaux en bois ou en acier. La plus simple de ces barrières ressemblait à une clôture utilisée à des fins agricoles. La clôture à double tablier est composée d'une ligne de piquets avec des fils tendus en diagonale vers le sol de chaque côté de la clôture. Des fils horizontaux sont attachés à ces diagonales. Des obstacles plus élaborés et plus redoutables peuvent être formés avec plusieurs pieux reliés avec du fil sur leurs côtés respectifs, de l'avant de l'un à l'arrière de l'autre, et en diagonale dans toutes les directions possibles. Aussi efficace que ces obstacles aient été, leurs constructions prenaient beaucoup de temps.
Les obstacles barbelés étaient susceptibles d'être endommagés par des obus d'artillerie, et pendant la Première Guerre mondiale cela s'est souvent traduit par une masse de fils enchevêtrés de façon aléatoire qui pourrait être encore plus redoutable qu'un obstacle soigneusement construit. Tirant leçons de l'expérience, les soldats de la Première Guerre mondiale ont déployé des barbelés dits concertinas qui étaient relativement lâches. Les barbelés concertinas pouvaient être préparés dans les tranchées, puis déployés dans le no man's land assez rapidement sous le couvert de l'obscurité.

« Il y avait ce qu'on pourrait appeler un véritable engouement pour le concertina. D'innombrables bobines de fils barbelés ont été converties en concertinas en formant des spires et en liant chacune d'entre elles à la suivante par du fil de fer. Les nouvelles spires étaient retournées sur elles-mêmes à chaque fois. Cela a permis de constituer des rouleaux de fil barbelé concertina improvisés. »

Le fil barbelé concertina est stocké à plat pour faciliter le transport, mais peut ensuite être déployé, et constituer un obstacle, beaucoup plus rapidement que du barbelé ordinaire.
Un peloton de soldats peut déployer une clôture concertina à une vitesse d'environ un kilomètre par heure. Une telle entrave n'est pas très efficace par elle-même, les concertinas sont normalement érigés en modèles plus élaborés lorsque le temps le permet.
Aujourd'hui, du fil barbelé concertina est fabriqué en usine et est disponible sous des formes qui peuvent être déployées très rapidement depuis l'arrière d'un véhicule ou d'une remorque,.

## Fil barbelé Dannert
Le fil barbelé en acier trempé à l'huile a été mis au point au cours de la Première Guerre mondiale, il était beaucoup plus difficile à couper que des barbelés ordinaires. Durant les années 1930, l'allemand Horst Dannert a développé des concertinas à partir de ce fil d'acier de haute qualité. Cela a permis d'obtenir une structure entièrement autoporteuse ; il n'avait pas besoin de poteaux verticaux. Un fil de fer concertina Dannert peut être compressé en une bobine compacte qui peut être portée par un homme puis étirée le long de son axe pour faire une barrière de 15 m de long. Chaque bobine peut être maintenue en place avec seulement trois agrafes plantées dans le sol.
Le fil Dannert a été importé en Grande-Bretagne depuis l'Allemagne avant la Seconde Guerre mondiale. Pendant la crise de l'invasion de 1940-1941, la demande de fils Dannert était si forte que certains ont été réalisés avec du fil d'acier pauvre en manganèse, ce qui le rendait plus facile à couper. Ce matériau a été connu sous le nom "Dannert jaune" (Yellow Dannert) d'après la couleur de la peinture d'identification sur les poignées du rouleau de concertina. Pour compenser l'efficacité réduite du Dannert jaune, une provision supplémentaire de piquets ont été livrés en lieu et place de piquets à vis.

## Fil barbelé concertina triple
Une barrière connue sous le nom de clôture de fil barbelé concertina triple se compose de deux concertinas parallèles reliés par des fils torsadés et surmontés d'un troisième concertina attaché de la même façon. Le résultat est une barrière extrêmement efficace ayant la plupart des propriétés d'un enchevêtrement aléatoire. Une clôture concertina triple peut être déployée très rapidement : il est possible pour un groupe de cinq hommes de déployer 50 m de clôture concertina triple en seulement quinze minutes. Éventuellement, une clôture en accordéon triple peut être renforcée avec des montants, mais cela augmente le temps de construction de manière significative.

## Fil barbelé Constantin
Le fil barbelé concertina est parfois appelé à tort fil Constantin. "Constantin" est probablement venu d'une corruption de "concertina" et a conduit à une confusion avec l'empereur romain Constantin. Ceci a conduit à des gens qui essaient de faire la différence entre le fil barbelé concertina et "Constantin" en attribuant à ce dernier terme à ce qui est communément appelé le fil rasoir. Contrairement à la construction d'une double hélice de fil barbelé, comme indiqué en cours de déploiement par des soldats dans l'image, le fil de rasoir, ou moins communément "fil de Constantin", est constitué d'un seul fil avec des rasoirs régulièrement disposés sur toute sa longueur.